# Israelische Badmintonmeisterschaft 1982
Die Israelische Badmintonmeisterschaft 1982 war die sechste Austragung der nationalen Titelkämpfe von Israel im Badminton. Die Teammitglieder von Maccabi Ashdod dominierten die Meisterschaften und gewannen alle fünf Titel.

## Finalresultate
| Disziplin    | Sieger                       | Finalist                       | Ergebnis          |
| ------------ | ---------------------------- | ------------------------------ | ----------------- |
| Herreneinzel | Nissim Duk                   | Yitzhak Serrouya               | 10-15, 15-8, 15-2 |
| Dameneinzel  | Aliza Moses                  | Chaya Grunstein                | 12-11, 11-6       |
| Herrendoppel | Nissim Duk Yitzhak Serrouya  | Victor Yusim Michael Rappaport | 15-12, 15-8       |
| Damendoppel  | Aliza Moses Bruria Serrouya  | Carol Silman Chaya Grunstein   | 15-8, 15-11       |
| Mixed        | Yitzhak Serrouya Aliza Moses | Nissim Duk Bruria Serrouya     | 18-17, 18-17      |